# Cylisticus birsteini
Cylisticus birsteini is een pissebed uit de familie Cylisticidae. De wetenschappelijke naam van de soort is voor het eerst geldig gepubliceerd in 1961 door Borutzkii.